# Fábrica de Manufacturas Olaran
La fábrica de Manufacturas Olaran en Beasáin (Guipúzcoa, España), es un edificio de hormigón armado construido en 1939. Tiene planta rectangular con una longitud y anchura de 45 y 20 metros respectivamente. Presenta cubierta plana y planta baja más tres alturas. Es un edificio con características de arquitectura industrial del periodo racionalista. Se asienta en un terreno de fuerte pendiente.

## Descripción
La fachada principal se alza en orientación sudeste a la calle Iturrioz, hacia un parque urbano junto al río Oria, por lo que su presencia visual es destacada. Es un volumen compacto, elemental y contundente, con planta baja y dos alturas, más una tercera planta que no se percibe al estar retranqueada. Es un paño de fachada sobrio, con ausencia de ornamentación, en un único plano, con una serie regular de vanos apaisados en la planta baja y primera, donde predomina la horizontalidad y una gran regularidad. Superiormente el paño se vuelve completamente ciego y recoge la inscripción Manufacturas Olaran, en un ligero relieve de gran tamaño que abarca toda la planta segunda. La inscripción se remata por una imposta horizontal de escaso vuelo a la altura de la cornisa y con tres líneas horizontales al inicio y final de la frase. Como elemento de transición, referencia urbana y límite del cuerpo edilicio, se eleva una torre, que comparte el mismo plano y composición de vanos que la fachada anterior, mientras la inscripción no alcanza a la torre. La torre es un prisma rectangular esbelto, que sufre una fragmentación en su parte superior, con un tratamiento diferencial en los ángulos, introduciendo conjuntos de losas en vuelo a distinta altura, paralelas y aisladas. Tiene un marcado carácter neoplástico donde predomina el macizo y la verticalidad, sin apenas huecos. El edificio junto a la riqueza formal y plástica de la torre y la calidad del grafismo del logotipo frontal dan una imagen urbana identificable como emblema colectivo y signo de un momento cultural. 
Las fachadas laterales son predominantemente ciegas y planas. El sudoeste queda levemente condicionado por la presencia de la torre. La fachada noroeste es la trasera de la fábrica, es una fachada plana con el piso superior dotado de grandes ventanales horizontales, mientras en los pisos inferiores los vanos son de unas dimensiones más reducidas. 
El interior se ajusta a las necesidades de la fábrica, con una sinceridad constructiva, en la que no se disimula la organización interior ni la naturaleza de los materiales y con espacios amplios donde cobra importancia la iluminación. La estructura es racionalmente modulada con pilares. Destaca su organización interna en dos patios modulados y simétricos. Los materiales utilizados en la construcción son básicamente el hormigón armado, el vidrio y revoco exterior blanco. 
La industria Manufacturas Olaran fue fundada en 1.881 por Don Fernando Olaran con el nombre "Tenería Guipuzcoana" en Anzuola, núcleo curtidor importante en aquella época. En 1939 se traslada a sus actuales instalaciones de Beasáin donde se dedica a la producción de piel de tapicería de alta gama. A partir de ese momento se especializa en el segmento de mobiliario tapizado, introduciéndose en otros mercados como son el de automoción y aeronáutica.

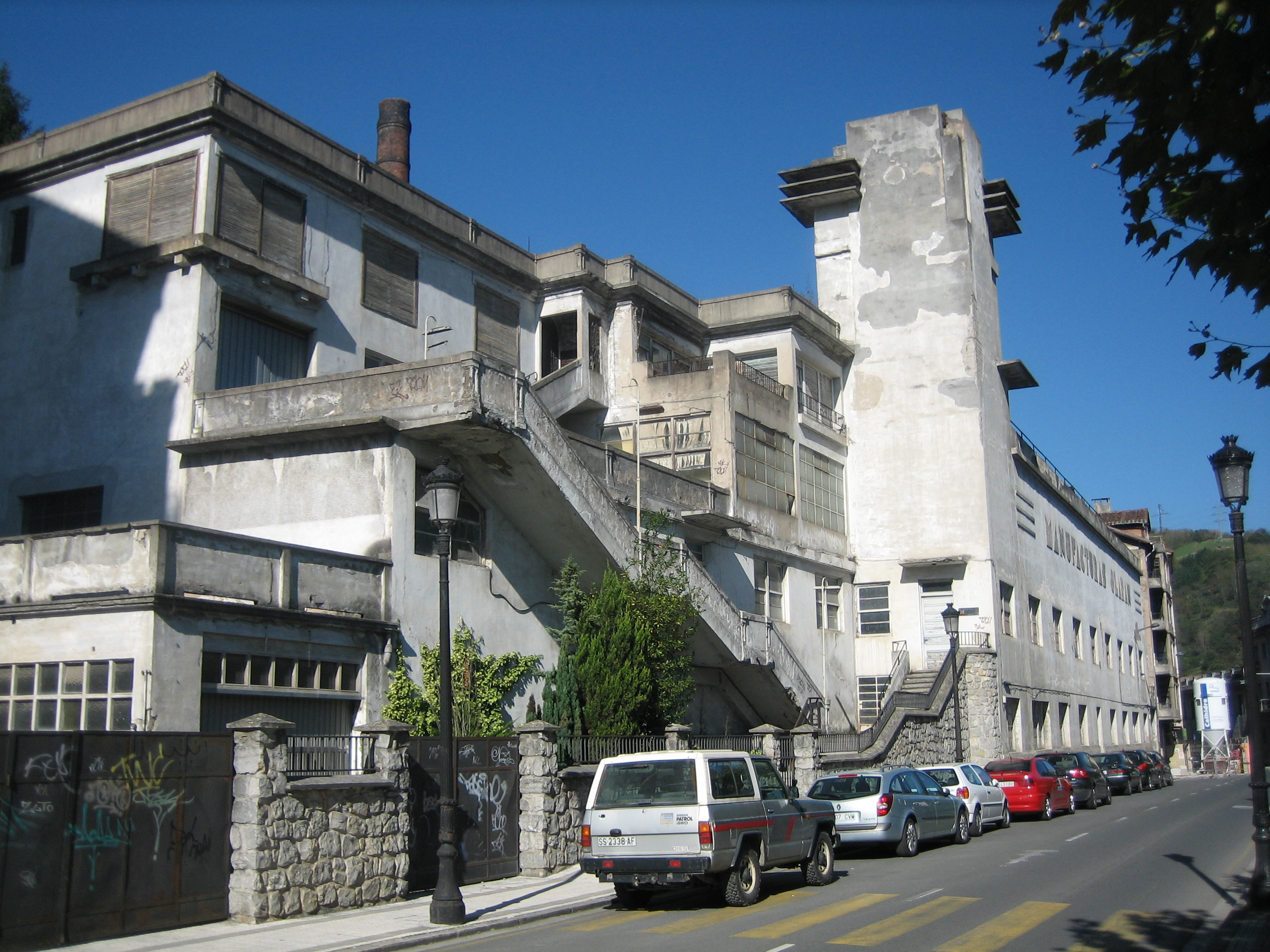
Vista general
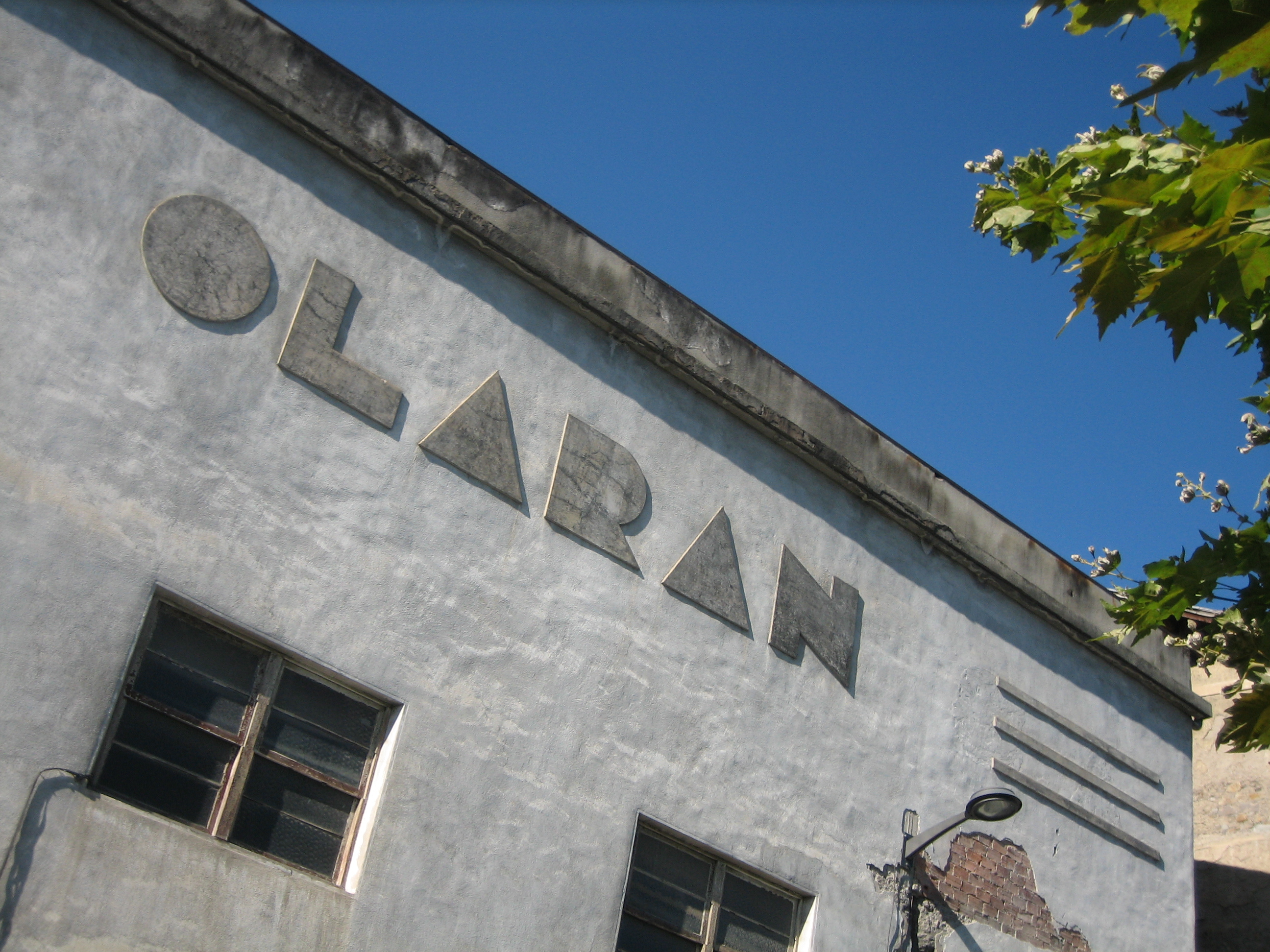
Tipografía
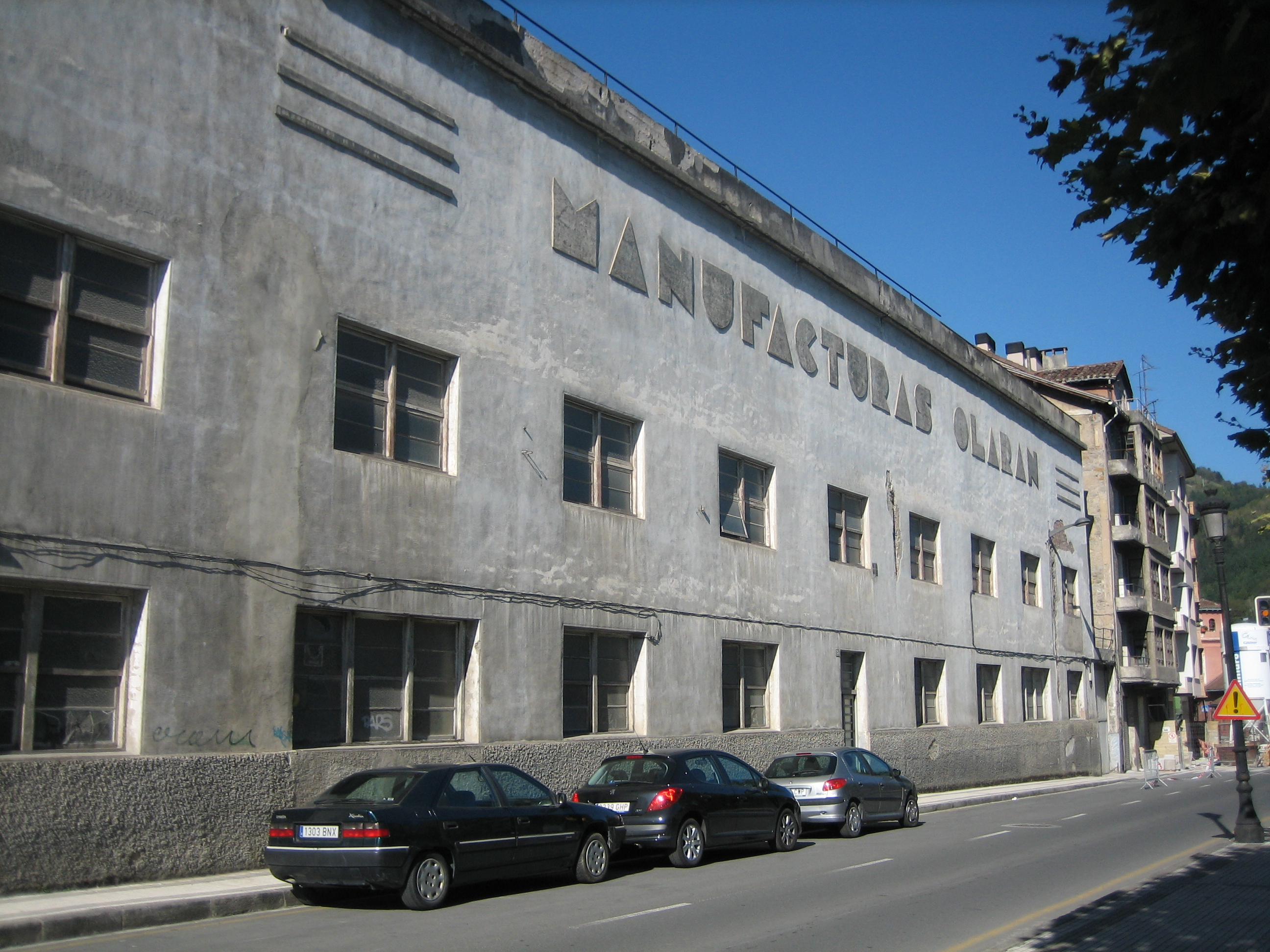
Frontal
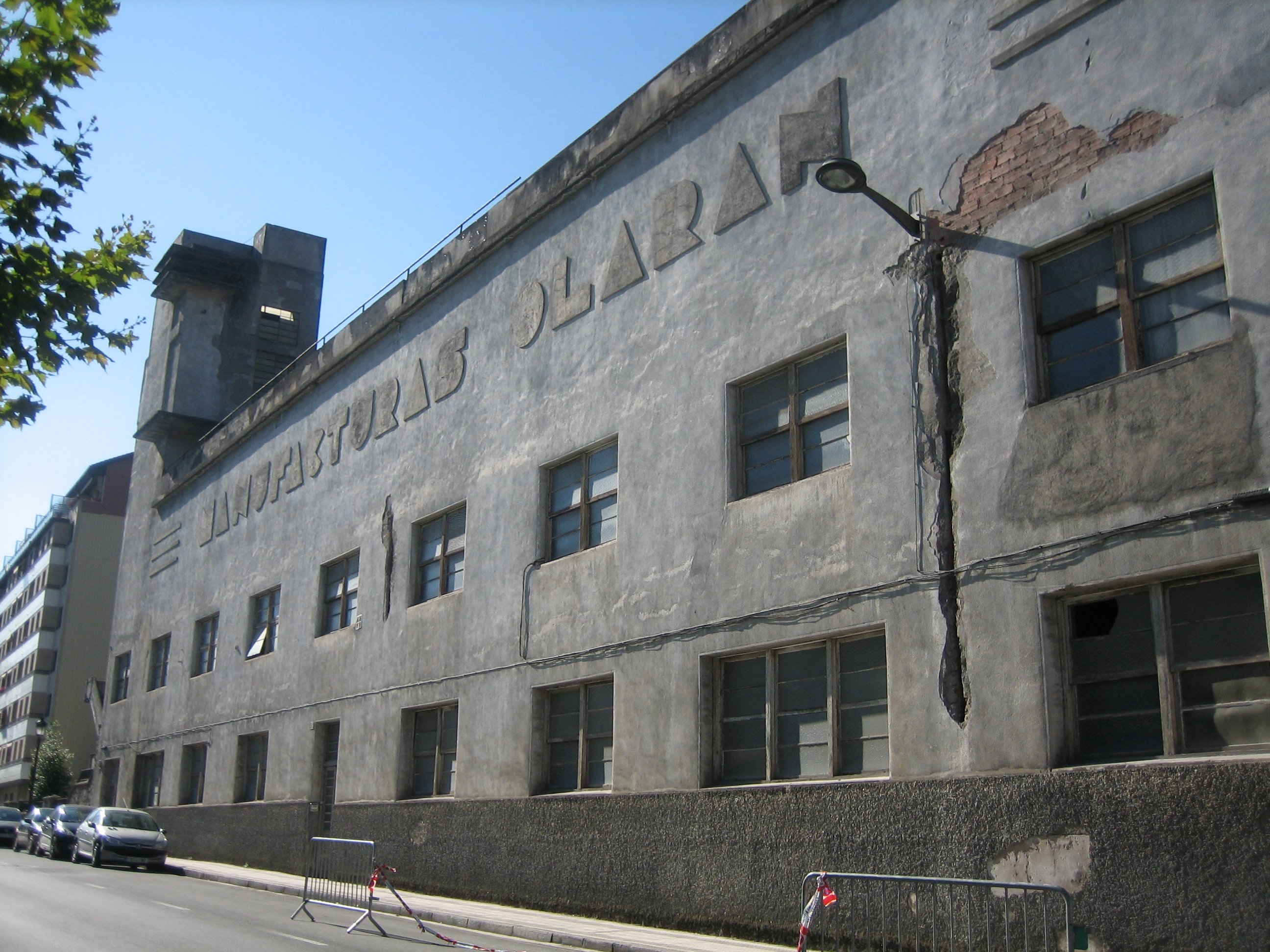
Frontal
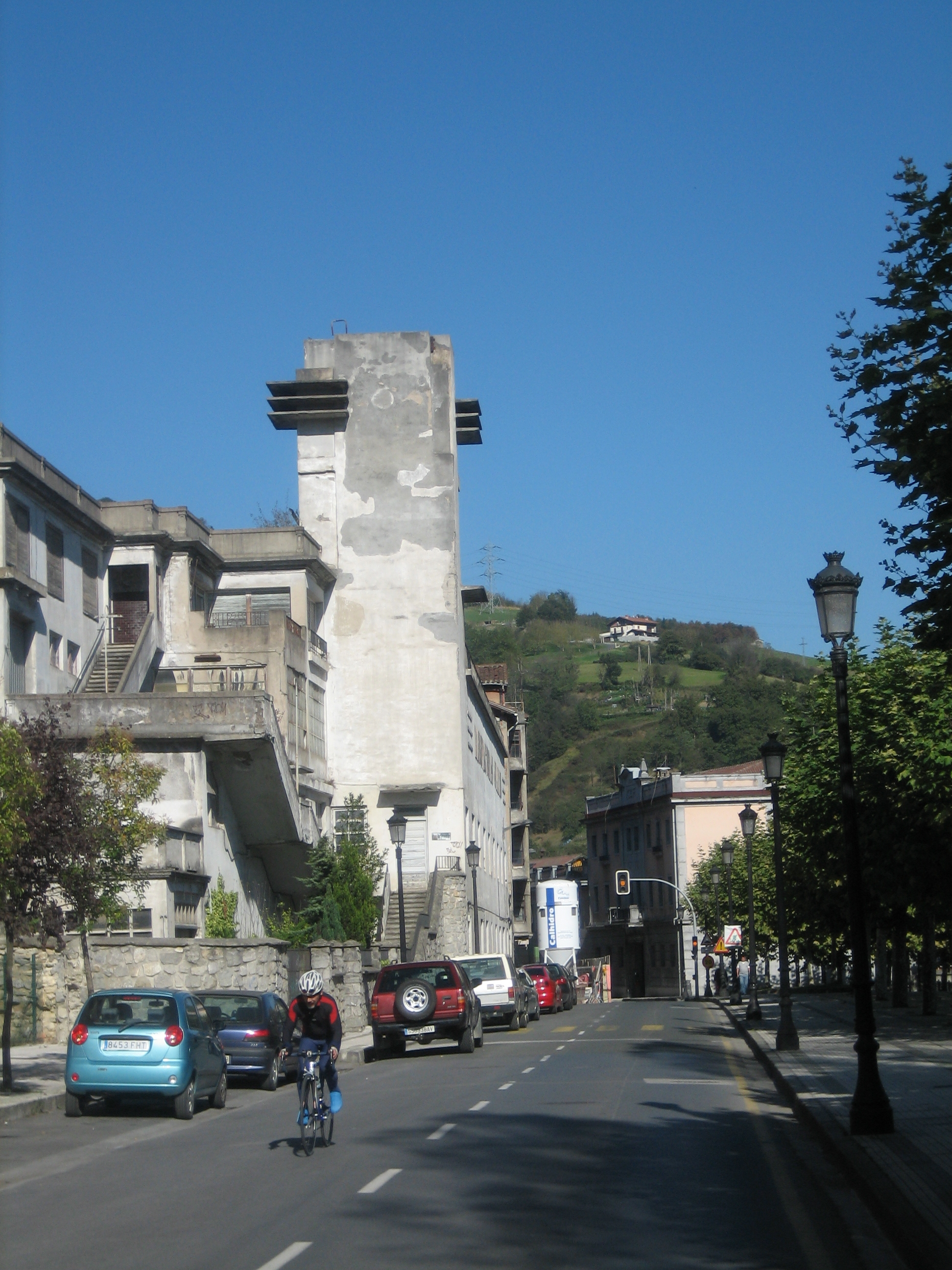
Vista general
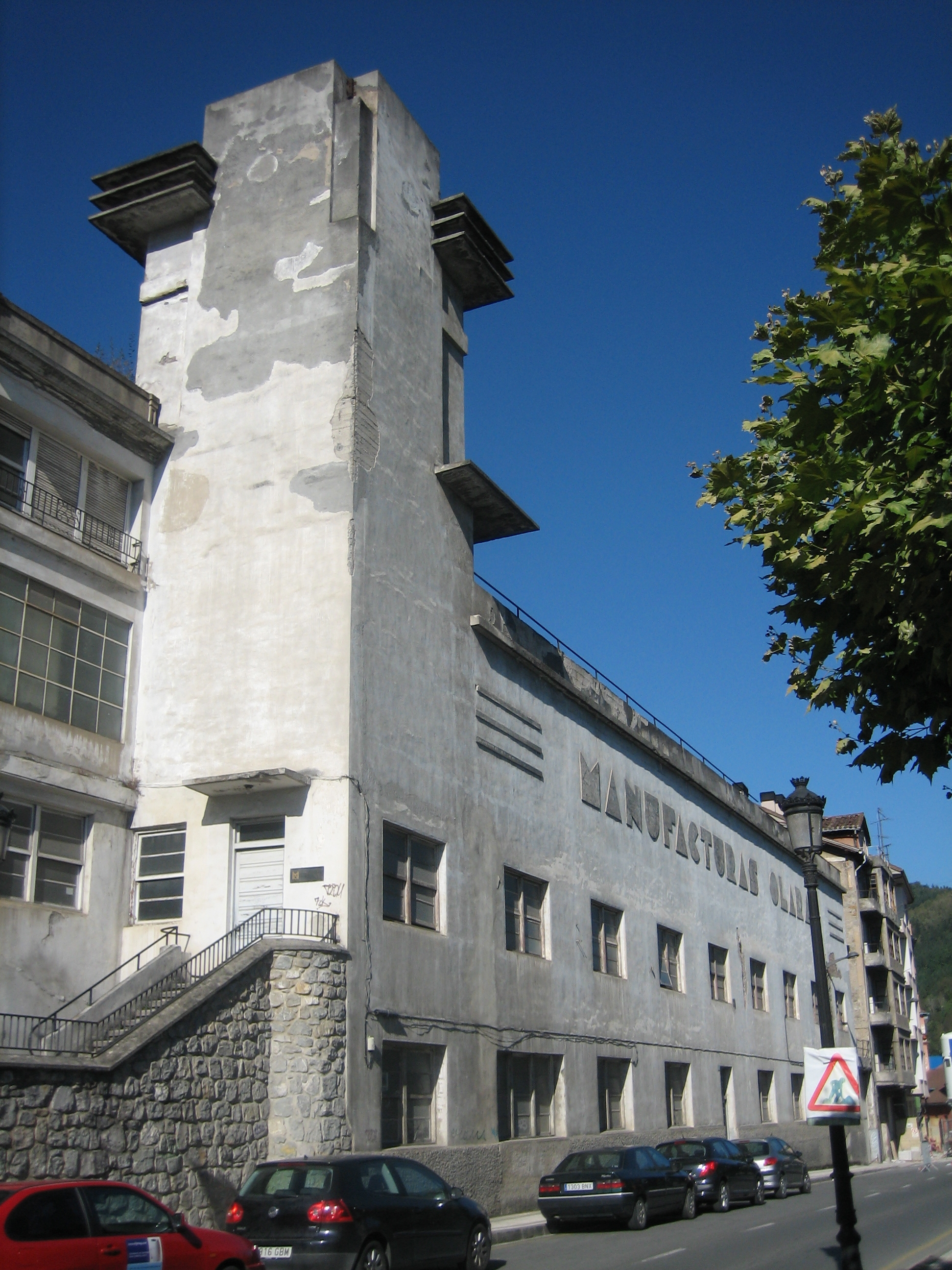
Torre
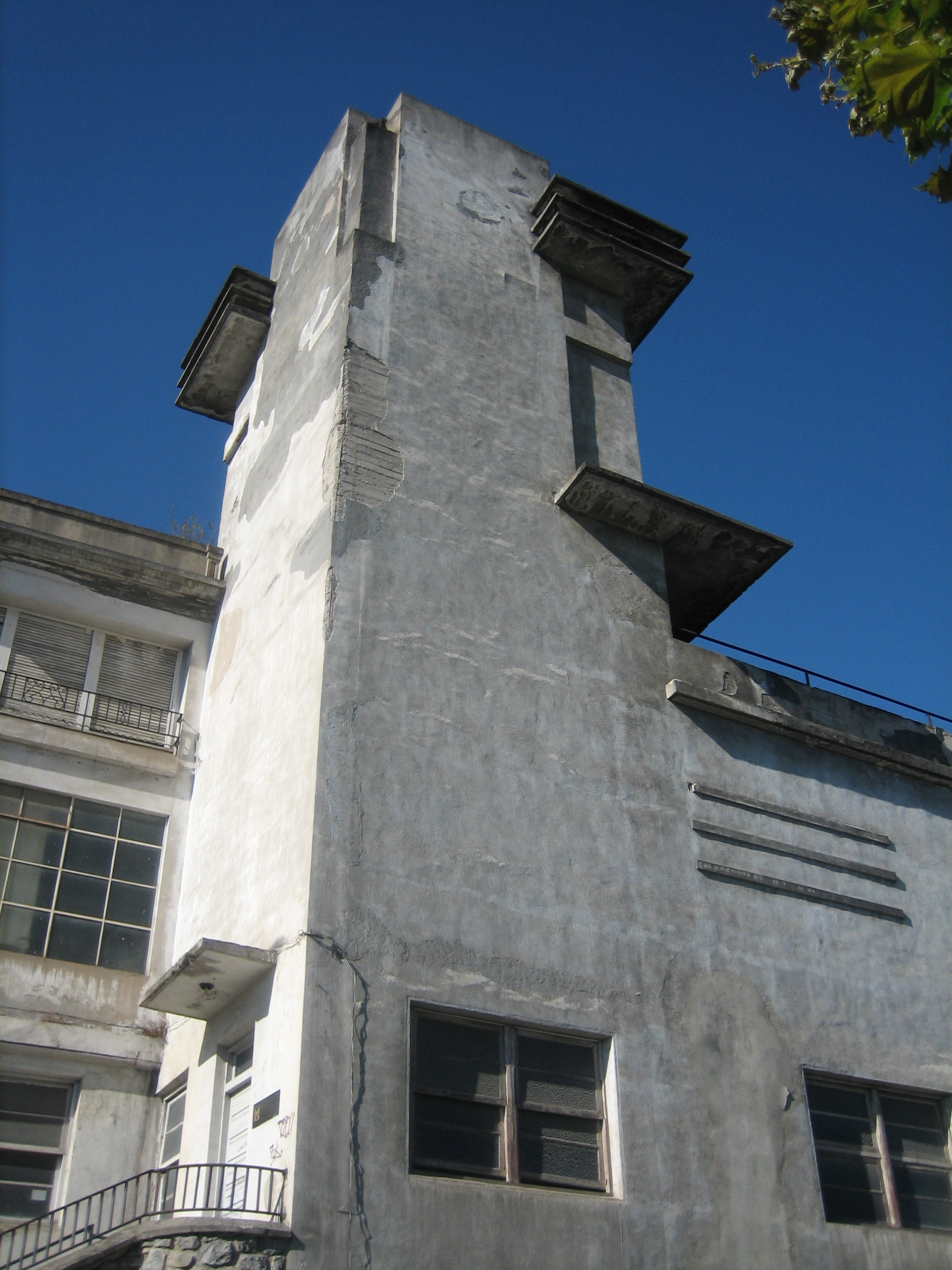
Torre
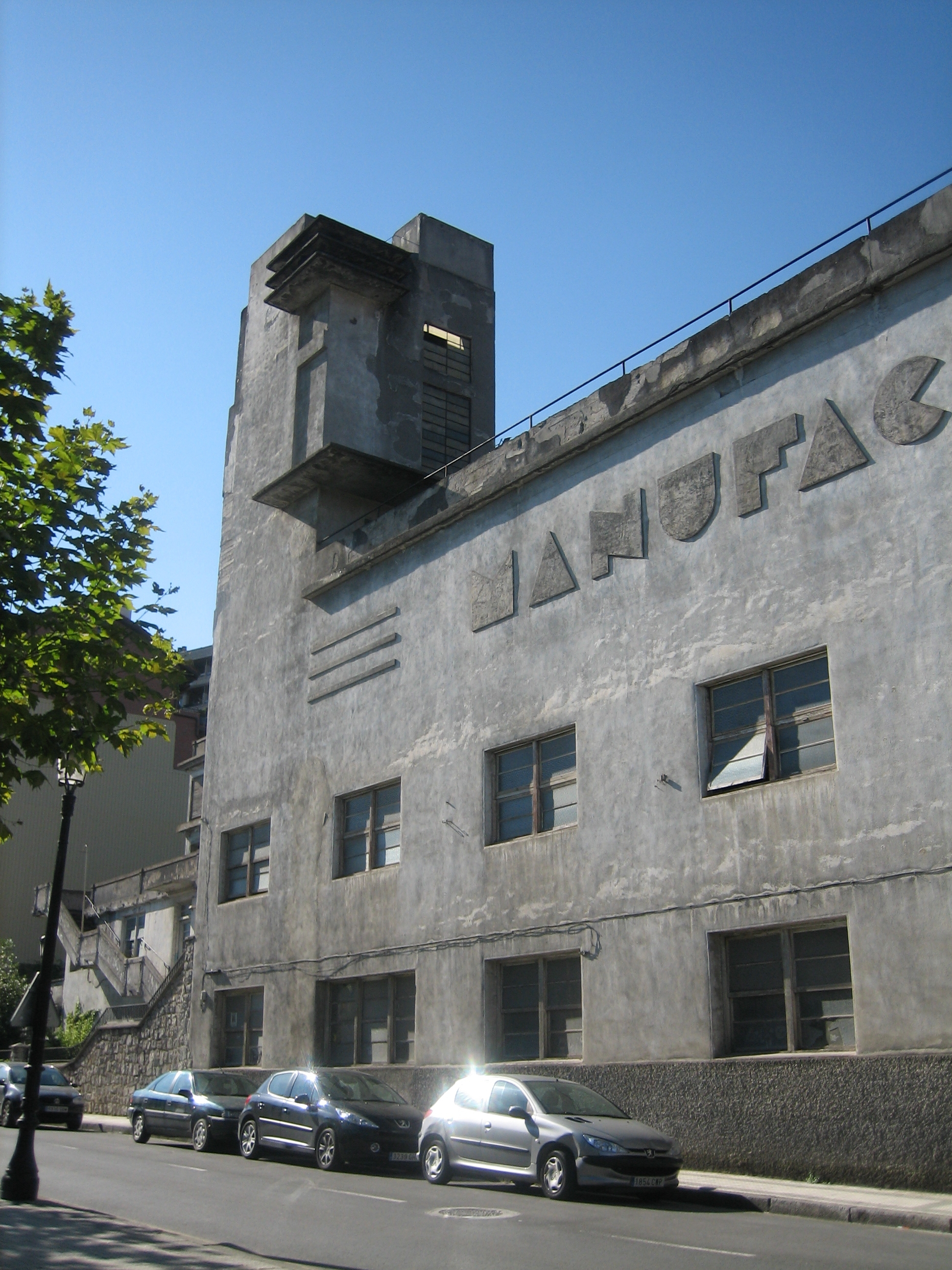
Torre
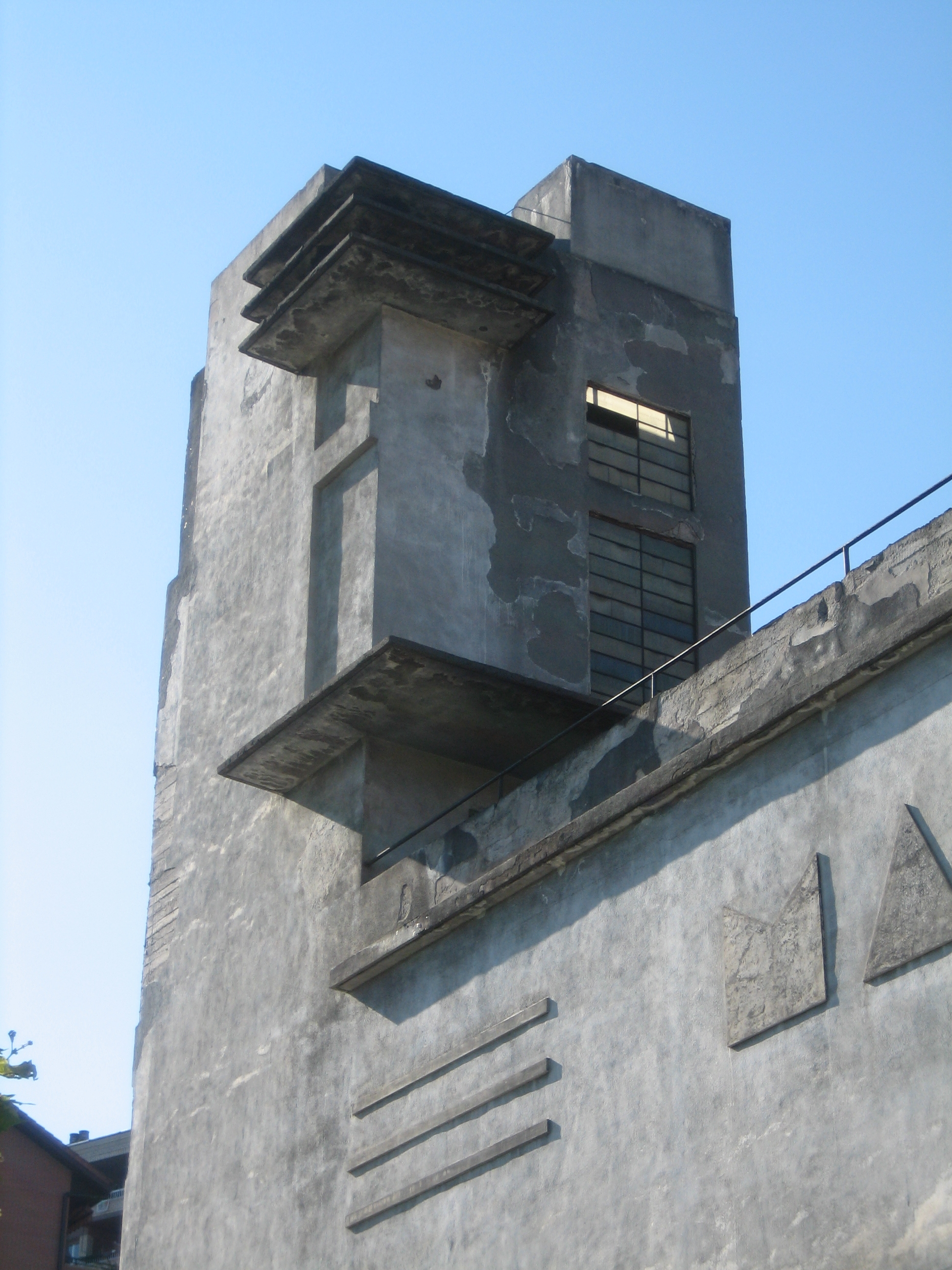
Torre